# タッド (バンド)
タッド（Tad）は、アメリカ合衆国ワシントン州シアトルのバンド。シアトル周辺で生まれた数々のグランジ・バンドの中でも最古の部類に入る 。音楽性は1970年代のメタルの影響を受けており、商業的な成功こそ収めなかったものの、一部のグランジ・ファンからは高い評価を受けている。

## 来歴
1988年に、クリスチャンの集会で出会ったボーカルとギターのタッド・ドイルと、ベースのカート・ダニエルソンによって結成。2人はそれ以前にもダニエルソンがかつて所属していたバンド、バンドル・オブ・ヒスと、ドイルの所属していたH-Hour（この時ドイルはドラムを担当していた）が、共に演奏した際に出会っていた。かつてスキン・ヤード、デス・アンド・タクシーズといったバンドにいたドラムのスティーヴ・ワイド、ツリークライマーズに所属していたギタリストのガーリー・ソーステンセンをメンバーに迎え、オリジナル・ラインナップがそろった。
その後、サブ・ポップと契約。ちなみにタッドはサブ・ポップと最初に契約したバンドの一つである。
1989年3月1日にジャック・エンディーノのプロデュースによりアルバム『ゴッズ・ボールズ』でデビュー。1990年、スティーヴ・アルビニがレコーディングを担当した『ソルト・リック』を発表。そして、同じくシアトル出身のグランジ・バンドであるニルヴァーナを伴ったヨーロッパ・ツアーを果たしたのち、シアトルに戻り、ニルヴァーナの『ネヴァーマインド』やスマッシング・パンプキンズの『サイアミーズ・ドリーム』といったアルバムのプロデュースで知られるブッチ・ヴィグをプロデューサーに迎え、サード・アルバム『8ウェイ・サンタ』を1991年に発売。この作品はそれまでのタッドの作品（EP等を含め）の中で、最も高く評価を受けた。なお、この『8ウェイ・サンタ』を最後にドラムのスティーヴ・ワイドが脱退し、代わりにレイ・ウォッシュマンを経てジョシュ・スリンダーが加入している。
1993年にはメジャー・レーベルであるジャイアント・レコードに移籍し、アルバム『インヘイラー』を発売。
その後、1994年のサウンドガーデンのスーパーアンノウン・ツアーの前座を果たすなど充実した時期を過ごしていたかの様に見えたが、商業的な成功を収められず契約はレーベル側に破棄される。
1995年、ソーステンセンがバンドを去ったが、再びメジャー・レーベルであるイーストウェスト/エレクトラ・レコードと契約し、最後となるスタジオ・アルバム『インフラレッド・ライディング・フッド』を発売。しかしこのアルバムも売上不振でレーベルに契約を破棄され、バンドは1999年に解散した。

## メンバー
- タッド・ドイル (Tad Doyle) – ボーカル、ギター (1988年–1999年)
- ガーリー・ソーステンセン (Gary Thorstensen) – ギター (1988年–1994年)
- カート・ダニエルソン (Kurt Danielson) – ベース (1988年–1999年)
- スティーヴ・ワイド (Steve Wied) – ドラム (1988年–1991年)
- レイ・ウォッシュマン (Rey Washam) – ドラム (1991年)
- ジョシュ・スリンダー (Josh Sinder) – ドラム (1992年–1996年)
- マイク・モングレイン (Mike Mongrain) – ドラム (1996年–1999年)

タイムライン

## ディスコグラフィ

### スタジオ・アルバム
- 『ゴッズ・ボールズ』 - God's Balls (1989年、Sub Pop)
- 『ソルト・リック』 - Salt Lick (1990年、Sub Pop)
- 『8ウェイ・サンタ』 - 8-Way Santa (1991年、Sub Pop)
- 『インヘイラー』 - Inhaler (1993年、Giant/Warner Bros.)
- 『インフラレッド・ライディング・フッド』 - Infrared Riding Hood (1995年、East West/Elektra)[2]

### ライブ・アルバム
- Live Alien Broadcasts (1995年、Futurist)

### コンピレーション・アルバム
- Salt Lick/God's Balls (1990年、Sub Pop)
- Quick and Dirty (2018年、Incineration Ceremony Recordings)